# Мадаски, Адриан
Адриан Энтони Мадаски (англ. Adrian Anthony Madaschi; род. 11 июля 1982, Перт) — австралийский футболист, защитник. Выступал за сборную Австралии.

## Клубная карьера
Мадаски родился в городе Перт. В 1998 году в возрасте 15 лет он покинул молодёжку «Перта», чтобы присоединиться к молодёжной команде итальянской Серии А «Аталанты». Мадаски в молодёжной команде выиграл молодёжный кубок Италии в сезонах 1999/00 и 2000/01. В июле 2001 года он был отдан в аренду «Монце», но в январе 2002 года был возвращён в основной состав «Аталанты». Мадаски постоянно входил в состав первой команды, но никак не мог пробиться в основу. «Аталанта» снова отправила футболиста в аренду в клуб «Пистойезе».
В октябре 2003 года, Мадаски подписал контракт с клубом «Партик Тисл», выступающем в шотландской Премьер-лиге. Мадаски регулярно выступал в основном составе клуба, сыграв 24 матча и забив 2 гола в своём дебютном сезоне в Премьер-лиге. В сезоне 2004/05 он сыграл 27 матчей и забил 2 гола в Первом дивизионе. В 2005 году Мадаски присоединился к клубу «Данди». В декабре 2005 года ему пришлось покинуть клуб, чтобы вылечить рецидивирующую травму лобка в Австралии.
В январе 2006 года Мадаски вернулся в Италию, перейдя в «Гроссето» и оставался в клубе до конца сезона. Летом 2006 года перешёл в «Портогруаро-Суммагу». В конце сезона 2009/10 команда стала чемпионом высшего дивизиона Группы B, победив «Эллас Верону» в последней игре сезона 1:0, что гарантировало автоматическое продвижение в Серию B. Мадаски вошёл в команду года высшей Профессиональной лиги. В сезоне 2010/11 «Портогруаро-Суммага» вылетел из Серии B и вернулся обратно в высшую Профессиональную лигу. После вылета клуба Мадаски вернулся в Австралию, в «Мельбурн Сити».
16 января 2012 года Мадаски присоединился к южнокорейской команде «Чеджу Юнайтед». В конце сезона 2013/14 он вернулся в Перт, подписав контракт с местной командой. За «Перт» сыграл лишь 3 матча. 6 июня 2014 года Мадаски перешёл в «Ньюкасл Юнайтед Джетс». Вскоре стало известно, что он был выгнан из клуба владельцем Нейтаном Тинклером после бунта игроков в разгар сезона 2014/15.
20 марта 2015 года он подписал контракт с «Уэстерн Сидней Уондерерс», как замена травмированному Нику Уорду.

## Международная карьера
Мадаски был основным защитником «соккеруз» на юношеском чемпионате мира до 17 лет, проводившемся в Новой Зеландии в 1999 году, где Австралия проиграла в финале по пенальти Бразилии. Мадаски вошёл в символическую сборную турнира.
Он сыграл 4 матча в составе молодёжной сборной Австралии на чемпионате мира среди молодёжи в Аргентине в 2001 году.
В мае 2004 года Мадаски дебютировал за основную сборной Австралии и успел провести за неё 4 матча в рамках отбора на чемпионат мира 2006 года. 2 июня 2004 года он забил 2 мяча в ворота Фиджи.
В том же 2004 году Мадаски в составе сборной Австралии выступал на летних олимпийских играх в Афинах.
В мае 2009 года Мадаски был включён в состав сборной Австралии из 30 человек для участия в трёх последних отборочных матчах чемпионата мира 2010 года.

## Достижения
- Обладатель Кубка наций ОФК: 2004